# Norddal
Norddal é uma comuna da Noruega, com 941,0 km² de área e 1 845 habitantes (censo de 2004).         